# پل هو
پل هو (به انگلیسی: Paul Howe) (زادهٔ ۸ ژانویهٔ ۱۹۶۸) شناگر اهل بریتانیا است.